# Alois Kösters
Alois Bernd Kösters (* 31. Dezember 1963 in Papenburg) ist ein deutscher Journalist. Vom 1. Oktober 2011 bis zum 24. Februar 2023 war er Chefredakteur der Volksstimme in Magdeburg.

## Leben

### Beruflicher Werdegang
Alois Kösters studierte von 1984 bis 1993 Germanistik, Philosophie und Geschichte an der Westfälischen Wilhelms-Universität in Münster. Während des Studiums war er bereits als freier Mitarbeiter der Münsterschen Zeitung und für Radio RST in Rheine tätig. Nach dem Studium folgte 1994 ein Volontariat mit anschließender Redakteurstätigkeit bei der Rheiderland-Zeitung im ostfriesischen Weener und von 1997 bis 1999 die Tätigkeit als Redakteur und Projektleiter bei der Drehscheibe der „Initiative Tageszeitung“ in Bonn. Von 1999 bis zum Jahr 2001 war Kösters Leitender Redakteur Lokales bei der Lausitzer Rundschau in Cottbus. Im Jahr 2001 wurde er stellvertretender Chefredakteur der Wetzlarer Neuen Zeitung der Zeitungsgruppe Lahn-Dill, bevor er 2008 hier zum Chefredakteur berufen wurde.
Seit 1. Oktober 2011 war er Chefredakteur bei der Magdeburger Volksstimme und folgte damit auf seinen langjährigen Vorgänger Franz Kadell, der den Posten von 2001 bis 2010 innehatte. Im Februar 2023 verließ Kösters die Volksstimme „im besten gegenseitigen Einvernehmen“.

### Privates
Alois Kösters ist Vater von zwei Kindern und lebt mit seiner Ehefrau Heike van Hoorn in Berlin.